# Josef Janík (fotbalista)
Josef Janík (* 1921 Otrokovice) je bývalý český fotbalista, křídelní útočník, reprezentant Československa.

## Sportovní kariéra
Za československou reprezentaci odehrál roku 1946 dvě utkání a dal jeden gól. Hrál za Baťu Zlín.